# Associazione Calcio Napoli 1947-1948
Questa voce raccoglie le informazioni riguardanti l'Associazione Calcio Napoli nelle competizioni ufficiali della stagione 1947-1948.

## Stagione
Nella Stagione 1947-1948 il Napoli ha disputato il campionato di Serie A, un campionato a 21 squadre, declassato dal 18º posto ottenuto sul campo per un tentativo di corruzione nella gara contro il Bologna, la squadra partenopea con 34 punti è retrocessa in Serie B con la Salernitana anch'essa con 34 punti, con l'Alessandria con 31 punti e con il Vicenza con 26 punti. Lo scudetto è stato vinto dal Torino con 65 punti in classifica, secondi nettamente staccati con 49 punti il Milan, la Juventus e la Triestina.

## Divise
| Prima divisa | Prima divisa | Divisa portiere |

## Organigramma societario
- Presidente: Pasquale Russo poi Carica vacante
- Allenatori: 1ª-7ª giornata Raffaele Sansone, 8ª-18ª Giovanni Vecchina, 19ª-40ª Arnaldo Sentimenti II.

## Rosa
| N. |                    | Ruolo | Calciatore                    |
| -- | ------------------ | ----- | ----------------------------- |
| 1  | Italia (bandiera)  | P     | Arnaldo Sentimenti (capitano) |
|    | Italia (bandiera)  | P     | Sergio Chellini               |
|    | Uruguay (bandiera) | D     | Dandolo Candalés              |
|    | Italia (bandiera)  | D     | Egidio Di Costanzo            |
|    | Italia (bandiera)  | D     | Ferdinando Pastore            |
|    | Italia (bandiera)  | D     | Mario Pretto                  |
|    | Italia (bandiera)  | D     | Mario Rosi                    |
|    | Uruguay (bandiera) | C     | Michele Andreolo              |
|    | Italia (bandiera)  | C     | Umberto Busani                |
|    | Italia (bandiera)  | C     | Augusto Capolino              |

| N. |                    | Ruolo | Calciatore           |
| -- | ------------------ | ----- | -------------------- |
|    | Uruguay (bandiera) | C     | Ángel Cerilla        |
|    | Italia (bandiera)  | C     | Luigi Ganelli        |
|    | Italia (bandiera)  | C     | Andrea Nespolo       |
|    | Italia (bandiera)  | C     | Jone Spartano        |
|    | Italia (bandiera)  | C     | Andrea Verrina       |
|    | Italia (bandiera)  | A     | Carlo Barbieri       |
|    | Italia (bandiera)  | A     | Dante Di Benedetti   |
|    | Albania (bandiera) | A     | Naim Krieziu         |
|    | Uruguay (bandiera) | A     | Roberto La Paz       |
|    | Italia (bandiera)  | A     | Ferruccio Santamaria |

## Risultati

### Serie A

#### Girone di andata
| Arbitro: | Gemini (Roma) |

|                                                      |           |  |
| Mazzola 44’ Gabetto 51’ Menti II 81’ Ferraris II 88’ | Marcatori |  |

| Arbitro: | Camiolo (Milano) |

|                                  |           |                            |
| Bergamo 50’ Dalla Torre 56’, 59’ | Marcatori | 16’ Santamaria 89’ Pastore |

| Napoli 5 ottobre 1947 4ª giornata | Napoli           | 0 – 0 | Lazio | Stadio della Liberazione\| Arbitro: \| Coppolone (Bari) \| |
| Arbitro:                          | Coppolone (Bari) |       |       |                                                            |

| Arbitro: | Agnolin (Bassano del Grappa) |

|             |           |  |
| Galassi 65’ | Marcatori |  |

| Arbitro: | Massai (Pisa) |

|           |           |              |
| Busani 6’ | Marcatori | 62’ Conti II |

| Arbitro: | Zambotto (Padova) |

|                  |           |                              |
| Di Benedetti 32’ | Marcatori | 13’ (rig.) 52’ (rig.) Coscia |

| Arbitro: | Zelocchi (Modena) |

|                                                |           |                                    |
| Onorato 51’ Buzzegoli 59’ (rig.) Vaschetto 86’ | Marcatori | 21’ Barbieri 32’, 89’ Di Benedetti |

| Napoli 16 novembre 1947 9ª giornata | Napoli            | 0 – 0 | Juventus | Stadio della Liberazione\| Arbitro: \| Boffardi (Genova) \| |
| Arbitro:                            | Boffardi (Genova) |       |          |                                                             |

| Arbitro: | Canavesio (Torino) |

|             |           |  |
| Krieziu 46’ | Marcatori |  |

| Arbitro: | Vannini (Bologna) |

|                         |           |                |
| Bassetto 80’ Koenig 84’ | Marcatori | 76’ Santamaria |

| Arbitro: | Camiolo (Milano) |

|                                                   |           |             |
| Santamaria 28’, 29’, 75’ Verrina 73’ Barbieri 85’ | Marcatori | 62’ Cassani |

| Arbitro: | Bernardi (Bologna) |

|             |           |                  |
| Verrina 57’ | Marcatori | 51’, 89’ Pesaola |

| Arbitro: | Bertolio (Torino) |

|            |           |  |
| Tieghi 11’ | Marcatori |  |

| Arbitro: | Maurelli (Roma) |

|                      |           |                  |
| Salvi 50’ Fabbri 60’ | Marcatori | 74’ Di Benedetti |

| Arbitro: | Marchetti (Milano) |

|              |           |  |
| Tosolini 67’ | Marcatori |  |

| Arbitro: | Pieri (Trieste) |

|                  |           |             |
| Di Benedetti 17’ | Marcatori | 77’ Biavati |

| Arbitro: | Pera (Firenze) |

|  |           |                           |
|  | Marcatori | 7’ (aut.) Rosi 77’ Raccis |

| Arbitro: | Silvano (Torino) |

|                                    |           |  |
| Krieziu 23’ La Paz 31’ Ganelli 84’ | Marcatori |  |

| Arbitro: | Galeati (Bologna) |

|                  |           |              |
| Miniati 18’, 23’ | Marcatori | 88’ Andreolo |

| Arbitro: | Camiolo (Milano) |

|                             |           |             |
| Hrotko 38’ Spadavecchia 79’ | Marcatori | 90’ Krieziu |

#### Girone di ritorno
| Napoli 15 febbraio 1948 22ª giornata | Napoli             | 0 – 0 | Torino | Stadio della Liberazione\| Arbitro: \| Bernardi (Bologna) \| |
| Arbitro:                             | Bernardi (Bologna) |       |        |                                                              |

| Arbitro: | Bertolio (Torino) |

|                                      |           |  |
| Andreolo 21’ La Paz 28’ Capolino 64’ | Marcatori |  |

| Roma 7 marzo 1948 25ª giornata | Lazio                        | 0 – 0 | Napoli | Stadio Nazionale\| Arbitro: \| Agnolin (Bassano del Grappa) \| |
| Arbitro:                       | Agnolin (Bassano del Grappa) |       |        |                                                                |

| Arbitro: | Silvano (Torino) |

|                                       |           |  |
| Avanzolini 22’ (aut.) La Paz 55’, 56’ | Marcatori |  |

| Arbitro: | Bertolio (Torino) |

|                               |           |              |
| Carraro 30’ Parena 79’ (rig.) | Marcatori | 68’ Barbieri |

| Arbitro: | Tassini (Verona) |

|                 |           |                              |
| Gallea 63’, 65’ | Marcatori | 32’ Di Benedetti 60’ Krieziu |

| Napoli 11 aprile 1948 29ª giornata | Napoli         | 0 – 0 | Salernitana | Stadio della Liberazione\| Arbitro: \| Savio (Torino) \| |
| Arbitro:                           | Savio (Torino) |       |             |                                                          |

| Arbitro: | Zelocchi (Modena) |

|               |           |                        |
| Boniperti 42’ | Marcatori | 46’, 78’, 89’ Barbieri |

| Arbitro: | Tassini (Verona) |

|                                            |           |                  |
| Candiani 64’ Turconi II 80’ Antoniotti 89’ | Marcatori | 73’ Di Benedetti |

| Arbitro: | Poggipollini (Ferrara) |

|                                           |           |             |
| Krieziu 16’ Candalés 29’ Di Benedetti 70’ | Marcatori | 50’ Baldini |

| Arbitro: | Bellè (Venezia) |

|                    |           |  |
| Pernigo 45’ (rig.) | Marcatori |  |

| Arbitro: | Bernardi (Bologna) |

|            |           |  |
| Amadei 40’ | Marcatori |  |

| Arbitro: | Parpaiola (Padova) |

|                                 |           |  |
| Di Benedetti 2’, 24’ Busani 85’ | Marcatori |  |

| Arbitro: | Zelocchi (Modena) |

|              |           |             |
| Barbieri 79’ | Marcatori | 55’ Astorri |

| Arbitro: | Canavesio (Torino) |

|                  |           |  |
| Di Benedetti 11’ | Marcatori |  |

| Arbitro: | Gemini (Roma) |

|  |           |             |
|  | Marcatori | 90’ Krieziu |

| Arbitro: | Dattilo (Roma) |

|                                    |           |  |
| Puricelli 13’, 66’ Carapellese 67’ | Marcatori |  |

| Arbitro: | Bonivento (Venezia) |

|             |           |  |
| Lorenzi 66’ | Marcatori |  |

| Arbitro: | Zilli (Reggio Emilia) |

|                                                        |           |  |
| Di Benedetti 10’, 82’ Krieziu 15’, 67’ Di Costanzo 60’ | Marcatori |  |

| Arbitro: | Savio (Torino) |

|             |           |  |
| Krieziu 44’ | Marcatori |  |

## Statistiche

### Statistiche di squadra
| Competizione | Punti | In casa | In casa | In casa | In casa | In casa | In casa | In trasferta | In trasferta | In trasferta | In trasferta | In trasferta | In trasferta | Totale | Totale | Totale | Totale | Totale | Totale | DR |
| Competizione | Punti | G       | V       | N       | P       | Gf      | Gs      | G            | V            | N            | P            | Gf           | Gs           | G      | V      | N      | P      | Gf     | Gs     | DR |
| ------------ | ----- | ------- | ------- | ------- | ------- | ------- | ------- | ------------ | ------------ | ------------ | ------------ | ------------ | ------------ | ------ | ------ | ------ | ------ | ------ | ------ | -- |
| Serie A      | 34    | 20      | 10      | 7       | 3       | 33      | 11      | 20           | 2            | 3            | 15           | 17           | 35           | 40     | 12     | 10     | 18     | 50     | 46     | +4 |

### Statistiche dei giocatori
| Giocatore       | Serie A  | Serie A |
| Giocatore       | Presenze | Reti    |
| --------------- | -------- | ------- |
| M. Andreolo     | 28       | 2       |
| C. Barbieri     | 32       | 7       |
| U. Busani       | 12       | 2       |
| D. Candales     | 20       | 1       |
| A. Capolino     | 7        | 1       |
| A. Cerilla      | 9        | 0       |
| S. Chellini     | 22       | -26     |
| D. Di Benedetti | 24       | 13      |
| E. Di Costanzo  | 37       | 1       |
| L. Ganelli      | 20       | 1       |
| R. La Paz       | 17       | 4       |
| N. Krieziu      | 33       | 9       |
| A. Nespolo      | 2        | 0       |
| F. Pastore      | 38       | 1       |
| M. Pretto       | 29       | 0       |
| M. Rosi         | 36       | 0       |
| F. Santamaria   | 14       | 5       |
| A. Sentimenti   | 18       | -20     |
| J. Spartano     | 14       | 0       |
| A. Verrina      | 28       | 2       |